# Municipio de Villemont
El municipio de Villemont (en inglés: Villemont Township) es un municipio ubicado en el condado de Jefferson en el estado estadounidense de Arkansas. En el año 2010 tenía una población de 86 habitantes y una densidad poblacional de 0,59 personas por km².

## Geografía
El municipio de Villemont se encuentra ubicado en las coordenadas 34°8′35″N 91°32′13″O / 34.14306, -91.53694. Según la Oficina del Censo de los Estados Unidos, el municipio tiene una superficie total de 145.43 km², de la cual 135,16 km² corresponden a tierra firme y (7,06 %) 10,27 km² es agua.

## Demografía
Según el censo de 2010, había 86 personas residiendo en el municipio de Villemont. La densidad de población era de 0,59 hab./km². De los 86 habitantes, el municipio de Villemont estaba compuesto por el 88,37 % blancos, el 11,63 % eran afroamericanos. Del total de la población el 0 % eran hispanos o latinos de cualquier raza.